# Feldner (Gemeinde Prägraten am Großvenediger)
Feldner ist eine Rotte in der Gemeinde Prägraten am Großvenediger. Die Ortschaft wurde 1971 von 40 Personen bewohnt und wird zur Fraktion Hinterbichl gezählt.

## Geographie
Als Feldner wird der östlichste Teil der Fraktion Hinterbichl am nördlichen Ufer der Isel bezeichnet. Zur Rotte Feldner werden dabei vor allem die Hofstellen Unterfeld (Hinterbichl 1), Innerfeld (Hinterbichl 3) und Oberfeld (Hinterbichl 2) gezählt. Nachdem die Statistik Austria 1971 für Feldner insgesamt sechs Gebäude auswies, kann davon ausgegangen werden, dass neben den drei Hofstellen weitere Gebäude wie die nördlich gelegenen Hofstellen Unterweger, Edelweis und eventuell Gries zu Feldner gezählt werden.

## Geschichte
Bereits 1545 wurde in der Pustertalischen Beschreibung ein Besitzer eines Schwaighofes als „Michl am Feld“ genannt. Dieser Schwaighof war im Besitz der Herrschaft Lienz und dem Dompropst sowie dem Pfarrer in Virgen zehentpflichtig. Durch spätere Teilungen entstanden die Güter „Am Feld“, „Oberfeldner“ und „Unter-Innerfeldner“, die im Laufe des 18. und 19. Jahrhunderts im Besitz der Familien Feldner, Krazer, Leitner, Grießacher, Islitzer, Resinger, Steiner, Berger und Dorer waren.
Die Rotte Feldner wurde von der Statistik Austria lange Zeit nicht eigens genannt, sondern bei Hinterbichl miteingerechnet. Erst im Zuge der Volkszählung 1971 wurde Feldner als Zerstreute Häuser extra ausgewiesen. Feldner bestand zu dieser Zeit aus sechs Wohnhäusern mit 40 Einwohnern. Spätestens seit 1991 wird Feldner von der Statistik Austria als Rotte definiert, wobei jedoch gleichzeitig keine Einwohnerzahlen mehr ausgewiesen werden. Auch 2001 wird Feldner neben Groder und Ströden sowie diversen Schutzhütten und Almen als Bestandteil von Hinterbichl gewertet.